# Leagues Cup 2021
La Leagues Cup 2021 è la 2ª edizione della Leagues Cup, dopo la cancellazione dell'edizione 2020.
Partecipano otto squadre, quattro della Major League Soccer e altrettante della Liga MX, che si affrontano in un tabellone a eliminazione diretta in partita unica. Le partecipanti sono le quattro migliori squadre di ciascuno dei due paesi, che non siano già impegnate nelle semifinali della CONCACAF Champions League 2021 o nella Campeones Cup.

## Squadre partecipanti
| Nazione     | Club             |                                                            |
| ----------- | ---------------- | ---------------------------------------------------------- |
| Messico     | León             | 3º nella classifica aggregata della Liga MX 2020-2021      |
| Messico     | Tigres UANL      | 5º nella classifica aggregata della Liga MX 2020-2021      |
| Messico     | Santos Laguna    | 6º nella classifica aggregata della Liga MX 2020-2021      |
| Messico     | Pumas UNAM       | 7º nella classifica aggregata della Liga MX 2020-2021      |
| Stati Uniti | Sporting K.C.    | 1º nella Western Conference della Major League Soccer 2020 |
| Stati Uniti | Orlando City     | 4º nella Eastern Conference della Major League Soccer 2020 |
| Stati Uniti | Seattle Sounders | 2º nella Western Conference della Major League Soccer 2020 |
| Stati Uniti | New York City    | 5º nella Eastern Conference della Major League Soccer 2020 |

## Tabellone
|  | Quarti           | Quarti |  |                  | Semifinali    | Semifinali |  |                  | Finale | Finale |
|  |                  |        |  |                  |               |            |  |                  |        |        |
|  | Seattle Sounders | 3      |  |                  |               |            |  |                  |        |        |
|  | Seattle Sounders | 3      |  |                  |               |            |  |                  |        |        |
|  | Tigres UANL      | 0      |  |                  |               |            |  |                  |        |        |
|  | Tigres UANL      | 0      |  | Seattle Sounders | 1             |            |  |                  |        |        |
|  |                  |        |  | Seattle Sounders | 1             |            |  |                  |        |        |
|  |                  |        |  |                  | Santos Laguna | 0          |  |                  |        |        |
|  | Orlando City     | 0      |  |                  | Santos Laguna | 0          |  |                  |        |        |
|  | Orlando City     | 0      |  |                  |               |            |  |                  |        |        |
|  | Santos Laguna    | 1      |  |                  |               |            |  |                  |        |        |
|  | Santos Laguna    | 1      |  |                  |               |            |  | Seattle Sounders | 2      |        |
|  |                  |        |  |                  |               |            |  | Seattle Sounders | 2      |        |
|  |                  |        |  |                  |               |            |  |                  | León   | 3      |
|  | New York City    | 1 (2)  |  |                  |               |            |  |                  | León   | 3      |
|  | New York City    | 1 (2)  |  |                  |               |            |  |                  |        |        |
|  | Pumas UNAM (dtr) | 1 (3)  |  |                  |               |            |  |                  |        |        |
|  | Pumas UNAM (dtr) | 1 (3)  |  | Pumas UNAM       | 0             |            |  |                  |        |        |
|  |                  |        |  | Pumas UNAM       | 0             |            |  |                  |        |        |
|  |                  |        |  |                  | León          | 2          |  |                  |        |        |
|  | Sporting K.C.    | 1      |  |                  | León          | 2          |  |                  |        |        |
|  | Sporting K.C.    | 1      |  |                  |               |            |  |                  |        |        |
|  | León             | 6      |  |                  |               |            |  |                  |        |        |
|  | León             | 6      |  |                  |               |            |  |                  |        |        |